# Ostrożany
Ostrożany – wieś w Polsce położona w województwie podlaskim, w powiecie siemiatyckim, w gminie Drohiczyn.
| SIMC    | Nazwa             | Rodzaj    |
| ------- | ----------------- | --------- |
| 0027677 | Ostrożany-Kolonia | część wsi |

W latach 1952–1954 miejscowość była siedzibą gminy Ostrożany, następnie do 1972 r. – gromady Ostrożany. W latach 1975–1998 miejscowość administracyjnie należała do województwa białostockiego.
Wieś jest siedzibą  rzymskokatolickiej parafii Narodzenia Najświętszej Maryi Panny.

## Historia
Ostrożany były wsią szlachecką wzmiankowaną w dokumencie z 1450 r., w którym jej właściciele Bartłomiej i Daćbóg ufundowali pierwszy kościół. Wieś należała następnie m.in. do Kiszków, Ostrogskich, Radziszewskich. Aleksander Radziszewski w 1661 r. ufundował Altarię Różańca Świętego przy kościele w Ostrożanach. Król August III w 1752 roku zezwolił na odbywanie ośmiu jarmarków rocznie w Ostrożanach. W latach 1749–1939 miejscowość należała do Ciecierskich.
20 sierpnia 1920 roku polski III batalion 5 pułku piechoty Legionów stoczył w Ostrożanach zwycięski bój z bolszewicką 81 Brygadą Strzelców.

## Sanktuarium
W miejscowości znajduje się Sanktuarium Maryjne pod wezwaniem Narodzenia Najświętszej Maryi Panny. Przedmiotem kultu jest obraz Matki Boskiej Ostrożańskiej z ok. 1661 roku sprawiony przez kasztelana podlaskiego Aleksandra Radziszewskiego. Srebrna sukienka pochodzi z 1769 r. Od 1666 roku wzmiankowany jako słynący łaskami. Od 1710 roku gdy parafia ocalała przed epidemią prowadzony jest rejestr cudów. Obraz został 5 lipca 1987 roku ukoronowany przez prymasa Józefa Glempa koronami poświęconymi przez papieża Jana Pawła II.

## Zabytki

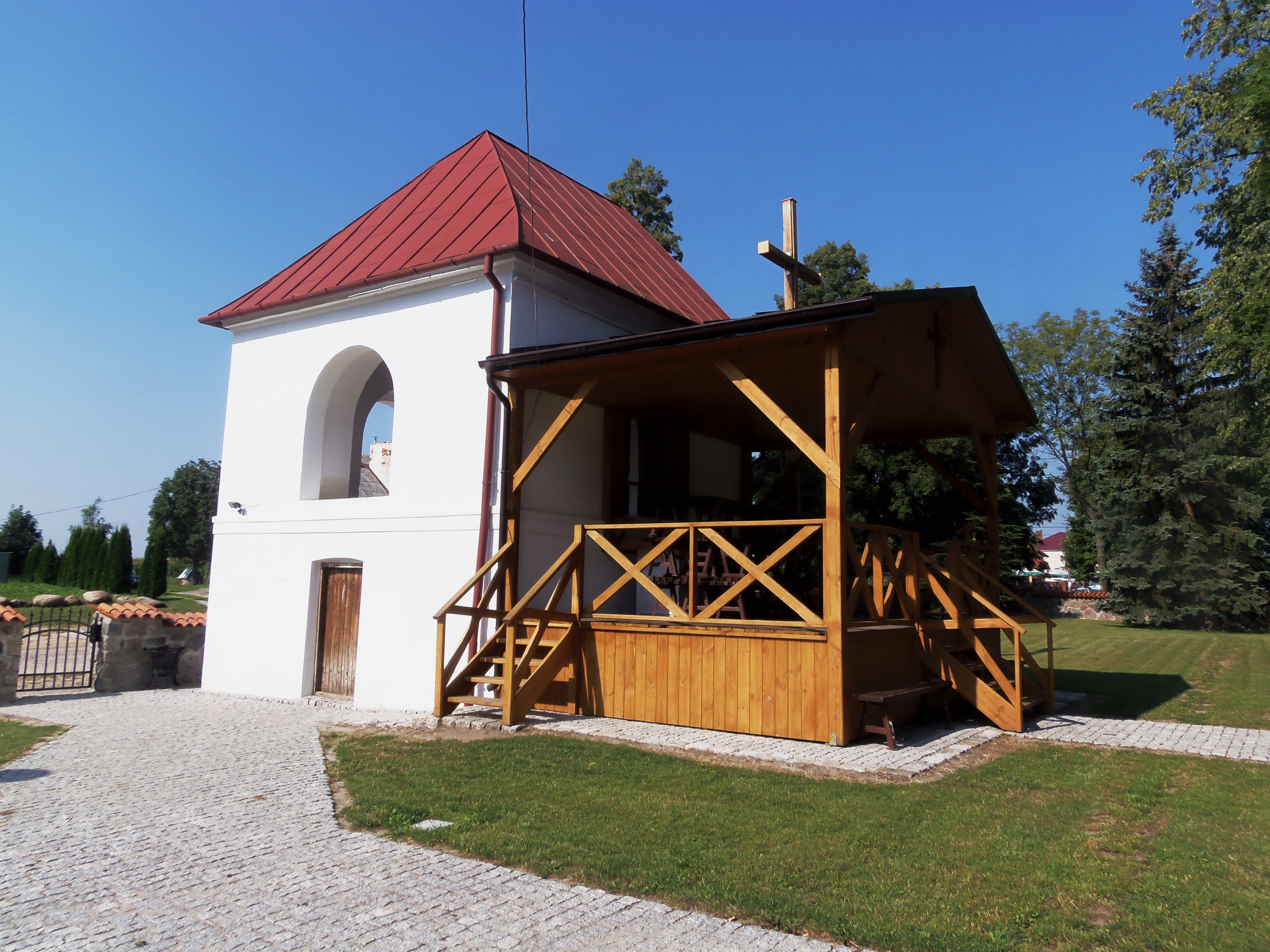
Zabytkowa dzwonnica przy kościele

- kościół parafialny pw. Narodzenia NMP z lat 1756–1758 z fundacji stolnika drohickiego Ignacego Ciecierskiego, zbudowany z drewna przez Piotra Prawdę z Siemiatycz w konstrukcji zrębowej, wzmocniony lisicami, z jednokalenicowym dachem. Po bokach szczytu znajdują się figurki śś. Piotra i Pawła. Wnętrze ma barokowy układ przestrzenny. We wnętrzu barokowy obraz Matki Boskiej z Dzieciątkiem z XVII w. oraz pochodzące z 2 poł. XVIII w. barokowe ołtarze, ambona i chrzcielnica oraz klasycystyczny prospekt organowy. Szczególnie interesująca jest barokowa ambona z 1792 roku. Kościół odnawiany był w latach 1783, 1891, 1937, 1986, 2001, nr rej.:A-42 z 18.11.1966
- dzwonnica klasycystyczna z 1816, murowana, nr rej.:A-42 z 18.11.1966
- rozplanowanie przestrzenne wsi, XV-XVIII, nr rej.:587 z 23.03.1988
- cmentarz katolicki, nr rej.:587 z 23.03.1988
- park dworski, XVIII-XIX, nr rej.:655 z 29.12.1987[9].
- kościół św. Rocha w Miłkowicach Maćkach z XVIII w.